# Иланит, Фейга
Фейга Иланит (ивр. פייגה אילנית‎; фамилия при рождении Гиндес; 7 февраля 1909, Белосток, Гродненская губерния — 14 июля 2002, Израиль) — израильский общественный и политический деятель, депутат кнессета 1-го созыва от партии МАПАМ.

## Биография
Родилась 7 февраля 1909 года в Браньске, Гродненская губерния (ныне Польша), в семье раввина Шраги Фавела Гиндес и его жены Нехамы. Её дедом по материнской линии был раввин Шимон Шкоп. Училась в русской гимназии в Гродно. В юности была участницей движения «ха-Шомер ха-Цаир». В 1928 году обучалась на учебной ферме около Ченстоховы.
В 1929 году репатриировалась в Подмандатную Палестину, работала на садовых плантациях, участвовала в прокладке дорог в Хадере, Биньямине и Пардес-Хане. Была членом подпольной военной организации «Хаганы», член кибуца Ган-Шмуэль с 1933 года. Была членом израильского отделения Международной демократической федерации женщин, в 1949 году участвовала в работе сессии Совета МДФЖ в Москве. Была активистской «Лиги дружбы СССР и Израиля».
В 1949 году была избрана депутатом кнессета 1-го созыва от партии МАПАМ, работала в комиссии по делам кнессета и комиссии по образованию и культуре.
В 1935 году вышла замуж за Шломо Илана, в браке родилось трое детей Ури, Шимон и Ханна. Ури Илан служил в Армии обороны Израиля и в 1954 году был захвачен в плен сирийской армией, где 13 января 1955 года покончил с собой.
Умерла 15 июля 2002 года.